# 木村郁絵
木村 郁絵（きむら いくえ、1978年12月10日 - ）は、日本の女性声優。神奈川県出身。

## 人物
小学校時代にアニメを見て、職業としての声優を知った。その時期、やりたいことがいっぱいありすぎて「将来何になる?」と聞かれても、答えられなかった。色々調べて、ラジオなどで声優が喋っているのを聴いて、「何にでもなれるんだったら声優さんがいいんじゃないかな」と思った。その頃から、芝居の道に進もうと決めていたが、中学時代はお遊戯っぽくなるため演劇部に入部しなかった。高校時代で演劇部に入部することを決めていたが、高校進学後、演劇部がなかったという。
高校卒業後。専門学校で念願の演技の勉強を始めて、舞台役者への道に目覚めた。
オーディションを受けて合格して、1999年から2000年にかけて声優ユニット「KiraKira☆メロディ学園」の1期生として活動していた。出席番号は22番。
以前はミューラスに所属していた。

## 出演
太字はメインキャラクター。

### テレビアニメ
1999年
- セラフィムコール（ミカコ）

2000年
- タイムボカン2000 怪盗きらめきマン（トッタルニャン）
- マイアミ☆ガンズ（女2、マコ、女性スタッフ）

2001年
- SAMURAI GIRL リアルバウトハイスクール（御剣涼子）

2002年
- キディ・グレイド（リッキィ）
- フルメタル・パニック! シリーズ（2002年 - 2018年、常盤恭子） - 4シリーズ

### OVA
- 怪童丸（2001年、藤）
- フルメタル・パニック! The Second Raid わりとヒマな戦隊長の一日（2006年、常盤恭子）

### ゲーム
- ボカンGoGoGo（2001年、トッタルニャン）
- チョコレート♪キッス（2002年、九条弥生）
- サモンナイト6 失われた境界たち（2016年、トリス[10]）
- フルメタル・パニック！ 戦うフー・デアーズ・ウィンズ（2018年、常盤恭子）

### ドラマCD
- ドラマCD サモンナイト〜界の狭間のゆりかご〜（2002年、トリス）

### ラジオ
- オレたちXXXやってま〜すNEXT火曜日（2000年 - 2001年、MBSラジオ）

### オーディオドラマ
- フルメタル・パニック! 踊るベリー・メリー・クリスマス（2016年、常盤恭子）

### テレビ番組
- ANICOM TV（2000年10月 - 12月、リポーター担当）

## ディスコグラフィ

### シングル
| 枚  | 発売日       | タイトル | 規格品番   |
| --- | ------------ | -------- | ---------- |
| 1st | 2001年9月5日 | 青い週末 | PCCG-00576 |

### キャラクターソング
| 発売日         | 商品名               | 歌                   | 楽曲                                        | 備考                                                        |
| -------------- | -------------------- | -------------------- | ------------------------------------------- | ----------------------------------------------------------- |
| 2001年10月17日 | 恋するサムライガール | 御剣涼子（木村郁絵） | 「恋するサムライガール」 「涙が止まらない」 | テレビアニメ『SAMURAI GIRL リアルバウトハイスクール』関連曲 |